# Vasa IFK
Vasa IFK (VIFK) är en inofficiell benämning på  Idrottsföreningen Kamraterna i Vasa. Det inofficiella klubbnamnet används som vedertagen benämning i Finland för idrottsföreningen ifråga. Idrottsföreningen har verksamhet inom främst fotboll men även bowling. Fotbollsklubben är från Vasa stad i Finland och är grundad den 19 september 1900. Föreningen har vunnit finländska mästerskapet vid tre tillfällen; 1944, 1946 och 1953. Säsongen 2020 spelar VIFK herrar i division två som är den tredje högsta fotbollsserien för herrar i Finland och  damerna i den näst högsta serien i division I . Hemmadräkten består av blå tröja, vit byxa och blå strumpor. VIFK spelar i regel sina hemmamatcher på Elisa Stadion.

## Historia
I början utövade klubben bland annat även skidåkning, cykeltävlingar, friidrott, tennis, skridskoåkning, gymnastikuppvisningar och skytte.
I slutet av 1920-talet började Vasa IS och VIFK diskussioner om att dela upp verksamheten istället för att konkurrera lokalt. 1930 blev VIFK en specialförening för fotboll och bandy.

### Fotboll
Under 1930-talet införde Finland ett regelrätt seriesystem för fotboll.
1944, 1946 och 1953 blev VIFK finländska mästare. Silver tog klubben 1945 och 1951. Bronsmedaljer vanns 1950 och 1955.
1949 stod Kamratvallen, som bestod av två olika planer, klar. 1962 beslöts att riva den då stadens södra infart skulle byggas. 1965 stod en ny Kamratvall klar, som revs då Karlsplan skulle byggas. Två gånger tog sig VIFK fram till den så kallade A-serien. Det blev nedlyttning både 1935 och 1937. På den tiden hade VIFK även andralag och tredjelag, och startade även ett juniorarbete.
1944-1945 vann VIFK en enkelserie där sex av åtta lag befann sig inom två poäng och medaljtrion hade samma poängtal. 1946 spelades en final mellan bollförbundets mästare och det segrande laget från Arbetarnas idrottsförbund. VIFK slog TPV med 5-1 i den tredje och avgörande matchen. 1952 var VIFK väl representerade i OS. 1953, slutade VIFK och Kotkan Jäntevä på samma poäng i serien. VIFK vann omspelet om mästerskapet med 3-1 i Åbo. 1953 blev representationslaget och A-juniorerna finländska guld mästare i respektive indelningsklass samma dag.
VIFK blev även "förbundsmästare" både 1947 och 1948. På den tiden spelades på grund av politisk splittring i Finland separata mästerskap inom FBF (Finlands Bollförbund, SPL på finska) och AIF (Arbetarnas idrottsförbund, TUL på finska). Därefter följde interna slutspel.
I slutet av 1950- talet och början av 1960-talet gick det sämre för VIFK. 1956 åkte klubben ur serien, men kom tillbaka. Åren 1958, 1959 och 1960 undvek klubben nedflyttning nätt och jämnt. 1961 åkte klubben ut, men lyckades ta sig tillbaka direkt. 1963 var klubben i högsta serien igen, men kom sist och har sedan dess aldrig återvänt. 1965 åkte laget ner i det som då hette Landskapsserien.
Under 1960-talet och 1970-talet satsade VIFK på att återvända till toppen. 1969 kom 5 212 åskådare och såg ena derbyt mellan VPS och VIFK. I det andra derbyt samma år kom 3 485 personer. 
Division 1 infördes som ett mellansteg mellan den högsta serien (då: FM-serien, nu: FM-ligan) och division 2. 1973 åkte VIFK ner till division 3 och något år senare hade klubben hamnat i division 4. Sedan avancerade klubben uppåt i serierna tre år i rad, och var tillbaka i näst högsta serien. I början av 1980-talet spelade VIFK några säsonger i just division 1. Spelarna födda 1960-1961 sågs som ett framtidshopp, men då VIFK degraderats försvann spelare åt olika håll. Efter det har klubben mestadels spelat i division 2.
1988 fanns tre klubbar från Vasa i division 2 norra: VIFK, VPS och BK-48. BK-48 hade bytt namn till ABK-48. VIFK var tillbaka i division 2 efter flera år i division 3, men degraderades. Efter säsongen slogs VIFK och ABK-48 samman till BK-IFK. Nu kom även dam- och flickverksamhet in i VIFK. På flicksidan har VIFK vunnit B-flickornas FM-brons 2013. Damerna spelar i division 1.
Ett år i början av 1990-talet spelade BK-IFK en säsong i division 1, men låg annars i norrtvåan.
År 2000 bytte återtogs namnet VIFK, även om klubbarna fortfarande är sammanslagna.
2005 gick representationslaget för herrar upp i Finlands näst högsta serie, Ettan. Åren 2006 och 2007 spelade man framgångsrikt i Ettan. Därefter föll man ur.

### Bandy
VIFK tog silver i finländska mästerskapet i bandy 1949 och 1964. Brons togs 1950. A-juniorerna vann guld i bandy 1944 och 1946. Många av dessa spelare spelade fotboll på sommaren och bandy på vintern.